# Симеон Западно- и Средноевропейски
Симеон е български православен духовник и офицер от „Държавна сигурност“. Той е последователно главиницки епископ (1973 – 1986), западноевропейски (1986 – 1994) и западно и средноевропейски митрополит (1994 – 2009, 2010 – 2013) на Българската православна църква.

## Биография

### Ранни години
Симеон е роден като Христо Димитров Костадинов на 17 септември 1926 година в град Варна. Основно и средно образование получава в родния си град. В 1945 – 1946 година работи като учител в прогимназията в село Дръндар, Варненско. След това четири години е прогимназиален учител в село Суворово. Учи в Института за усъвършенстване на учители педагози и след завършването му работи като педагог в София, като паралелно през 1952 година завършва като частен ученик Софийската духовна семинария „Свети Йоан Рилски“. В семинарията е близък с Антоний Хубанчев, който по-късно е професор по богословие и сътрудник на „Държавна сигурност“.
От 1953 година учи в Духовната академия „Свети Климент Охридски“ в София. Докато е студент по решение на Светия синод е приет като послушник в Преображенския манастир. На 7 декември 1954 година в параклиса „Свети Климент Охридски“ на Духовната академия е постриган в монашество с името Симеон от митрополит Филарет Ловчански под духовното старчество на епископ Партений Левкийски – викарий на софийския митрополит. На 12 януари 1955 година в същия параклис е ръкоположен за йеродякон от ректора на академията епископ Николай Макариополски. В същата година е причислен към братството на Рилската света обител, където прекарва ваканционните месеци. Завършва Духовната академия през 1957 година.

### Ранна духовна кариера
От края на 1957 година до лятото на 1959 г. йеродякон Симеон специализира в Московската духовна академия, където на 8 октомври 1958 година с благословението на Светия синод в Троице-Сергиевата лавра е ръкоположен за йеромонах от патриарх Алексий I Московски.
Завръща се в България и от септември 1959 година до края на 1965 година е учител-възпитател в Софийската духовна семинария. На 1 ноември 1961 г. по решение на Синода в Рилската света обител е възведен в архимандритско достойнство от игумена епископ Варлаам Стобийски.

### В „Държавна сигурност“
През ноември 1964 година архимандрит Симеон е вербуван от майор Христо Маринчев за агент на 08 отдел на Второ управление на „Държавна сигурност“ с псевдонима „Христов“. През 1965 година българският американски митрополит Андрей предлага на Светия синод Симеон да бъде изпратен в Съединените щати като негов помощник и през юни „Държавна сигурност“ разработва специален план за използването му срещу българската емиграция. За тази цел той е подложен на специално обучение – по английски език, но и в специфични области като „работа с тайник“ и „начини на сигнализиране“. Самият Симеон писмено изразява „голяма благодарност за безрезервното доверие“ и заявява: От днес мой пръв дълг ще бъде изпълнението на партийните поръчения, а на второ място остава моята професия.
Архимандрит Симеон пристига в Ню Йорк на 22 януари 1966 година и малко по-късно е назначен за протосингел на Американската епархия. След заминаването му агент „Христов“ е прехвърлен към 04 отдел на Първо управление на „Държавна сигурност“, което през следващите години му възлага големи и не особено реалистични надежди за активизиране на работата си в Съединените щати. Службата активизира работата си с него от началото на 1967 година и използва пътуването му до България за погребението на майка му през октомври за провеждането на допълнително обучение, включващо „работа с тайнопис“. При това посещение той е назначен и на щат със звание старши лейтенант в „Държавна сигурност“, в която по това време се създава специален отдел от „свръхсекретни агенти“ – служители, които не идват от средите на службата, а дори са обществено известни личности. Приет е и за член на Българската комунистическа партия.
След назначаването на архимандрит Симеон на щат в „Държавна сигурност“ финансовото му положение значително се подобрява и през следващата 1968 година първоначално добрите му отношения с митрополит Андрей драстично се влошават – Симеон започва да се държи пренебрежително и арогантно с митрополита, като към това се добавят и битови напрежения, тъй като двамата споделят общо жилище. През февруари 1969 година Андрей съобщава на Светия синод, че уволнява своя протосингел, но Светият синод отказва да потвърди това решение, тъй като „Държавна сигурност“ настоява да се запази прикритието на нейния агент. Това е и една от причините на 4 юли 1969 година Светият синод да раздели Американската епархия е разделена на три нови епархии – Нюйоркска, Акронска и Детройтска. Андрей остава митрополит на Нюйоркската епархия, която обаче е сведена до само една енория, а Симеон става суперинтендант, отговорен за религиозното образование в Акронската епархия, управляващ на която става епископ Йосиф Знеполски.
През лятото на 1969 година архимандрит Симеон се установява в Лорейн, където служи в българската църква „Св. св. Кирил и Методий“ и се опитва да установи контакти с ръководителя на Българската епархия в изгнание Кирил Йончев. Пребиваването му в Лорейн затруднява контактите на „Държавна сигурност“ с него, а той отказва да се премести в Акрън при епископ Йосиф Знеполски.
На 30 април 1971 година Симеон получава американско гражданство, което е ключова цел на българското разузнаване. През октомври-ноември 1971 година той се връща в България за „проверка и преподготовка“ от „Държавна сигурност“, чието ръководство вече е недоволно от ефективността на работата и дисциплината му. При подготовката му е установено, че дотогава той не е имал „абсолютно никаква оперативна подготовка“ и че е „дисциплиниран и изпълнителен, но е много наивен и без чувство за класова омраза“.
На 14 януари 1973 година в патриаршеската катедрала „Свети Александър Невски“ в София е ръкоположен за главиницки епископ и е назначен за управляващ на Акронската епархия.

### Опит за дезертиране
След дезертирането на Владимир Костов, друг свръхсекретен служител на разузнаването, Държавна сигурност започва да се съмнява в лоялността на Симеон, който по това време получава и американско гражданство. При негово посещение в София в края на 1978 година за заседание на Светия синод службите отнемат паспорта му „поради очаквана провокация срещу нашата страна, която касае и личната му сигурност“. Това предизвиква публични реакции на българската общност в Съединените щати и на американското посолство в София, докато на 11 май 1979 година той е изведен от страната лично от американския консул. Изправено пред поредица други провали, ръководството на разузнаването се опитва да уреди проблема с преговори. След среща в Упсала в края на 1979 година с Христо Маринчев – офицерът, първоначално вербувал го за Държавна сигурност, а по това време и висш служител на Комитета по църковните въпроси – Симеон се съгласява на компромис, след което е назначен за патриаршески викарий, управляващ българските църковни общини в Западна Европа със седалище в Будапеща.

### Западноевропейски митрополит
На 17 април 1986 година е избран за пръв митрополит на новоучредената българска Западноевропейска епархия със седалище в Будапеща. На 30 май 1994 година титлата му е сменена от Синода на западно и средноевропейски митрополит и седалището му е установено в Берлин.

### Последни години
След като митрополит Симеон отхвърля настояванията на Синода да подаде оставка, на 1 декември 2009 година Светият синод го освобождава заедно с викария му епископ Тихон Тивериополски от заеманите длъжности на основание, че митрополит Симеон много години живее извън епархията си. Според медиите епископ Тихон е подозиран в прокатолически действия. За временно управляващ епархията е назначен митрополит Галактион Старозагорски. Но след остри протести от църковните общини в епархията и от страна на църковната общественост в България, на 8 юни 2010 година Синодът възстановява митрополит Симеон на катедрата му.
Дейността на митрополит Симеон като агент, а след това и щатен офицер в „Държавна сигурност“, е официално обявена едва през януари 2012 година, а на журналисти и изследователи отнема месеци да се ориентират в необичайно голямото му – надхвърлящо 30 тома – работно дело. На 11 юни 2013 година Светият синод го освобождава от митрополитския пост, официално „по здравословни причини“, но вероятно защото той се оказва висшият духовник с най-дълготрайно и задълбочено сътрудничество с комунистическия режим. През следващите години той живее в Съединените щати.
Умира на 16 април 2016 година в град Финикс, щата Аризона, САЩ. Заупокойната литургия е извършена на 3 май, Светли вторник, в столичния храм „Света София“ от патриарх Неофит I. Погребан е на 4 май в монашеското гробище на Рилския манастир.